# Xanthoectroma aquilinum
Xanthoectroma aquilinum är en stekelart som beskrevs av Mercet 1925. Xanthoectroma aquilinum ingår i släktet Xanthoectroma och familjen sköldlussteklar.
Artens utbredningsområde är:
- Tjeckien.
- Slovakien.
- Ungern.
- Kazakstan.
- Mongoliet.
- Spanien.
- Armenien.

Inga underarter finns listade i Catalogue of Life.